# دالة مربع
دالة مربع عدد هي الدالة التي تحول العدد إلى مربعه.

## خصائص

### إشارة
الخاصية الأولى هي إيجابية الدالة مربع.
في الواقع، من أجل كل عدد حقيقي {\displaystyle x}
، فإن {\displaystyle x\times x} هو جداء عددين حقيقيين لنفس الإشارة؛ حسب قاعدة الإشارات فإنها موجبة.

### زوجية
تعتبر الدالة مربع دالة زوجية أي : {\displaystyle f(x)=f(-x)} من أجل كل عدد حقيقي {\displaystyle x} . في الواقع، مع الملاحظة السابقة بتطبيق قاعدة الإشارات نتحصل على:{\displaystyle f(-x)=(-x)\times (-x)=x\times x=f(x)} .

### مشتقة
مشتقة الدالة مربع هي الدالة {\displaystyle x\mapsto 2x} (عبارة عن دالة خطية وبالتالي دالة فردية).

### مشتق عكسي
مشتق عكسي للدالة {\displaystyle x\mapsto x^{2}}:
{\displaystyle g(x)={\frac {x^{3}}{3}}+C} حيث C ثابت حقيقي.

### دالة عكسية
دالة عكسية لـ {\displaystyle x\mapsto x^{2}} على المجال {\displaystyle [0,+\infty [} هي دالة الجذر التربيعي {\displaystyle x\mapsto {\sqrt {x}}} .

## حل معادلة من الشكلx2=a{\displaystyle x^{2}=a}
حساب سوابق العدد الحقيقي a بواسطة الدالة مربع يكافئ حل المعادلة {\displaystyle x^{2}=a}. هناك ثلاث حالات ممكنة :
- {\displaystyle a<0} : ليس للمعادلة حل في مجموعة الأعداد الحقيقية.
- {\displaystyle a=0} : للمعادلة حل وحيد، x = 0 ؛
- {\displaystyle a>0} : للمعادلة حلان، {\displaystyle {\sqrt {a}}} و {\displaystyle -{\sqrt {a}}} .

## التكامل
بما أن الدالة مربع هي عبارة عن كثير حدود تربيعي، فإن طريقة سيمبسون تكون دقيقة عندما نحسب تكاملها. من أجل كل متعدد الحدود التربيعي P والأعداد الحقيقية a و b، لدينا:
{\displaystyle \int _{a}^{b}P(x)\,\mathrm {d} x={\frac {b-a}{6}}\left[f(a)+4f\left({\frac {a+b}{2}}\right)+f(b)\right]}
إذن، من أجل{\displaystyle f(x)=x^{2}} لدينا :
{\displaystyle \int _{a}^{b}f(x)\,\mathrm {d} x={\frac {b-a}{3}}(a^{2}+ab+b^{2}).}